# 桂林融创国际旅游度假区
桂林融创国际旅游度假区，是一座位于中华人民共和国广西壮族自治区桂林市的综合旅游度假园区，由融創中國所开发，于2021年6月26日开幕。整个度假区包含着融创欢乐部落、融创海世界、融创水世界、《壮美漓歌》演出以及军事博览园五个部分。并且设有桂林雁山宋品酒店及桂林融创施柏阁酒店作为旅客住宿配套设施。

## 交通

### 公交
桂林公交K96路雁山街公交站、5路园博园路口公交站在度假区附近，可搭乘公交车到这两个站后步行至度假区。